# Emadiellus rufopustulatus
Emadiellus rufopustulatus är en skalbaggsart som beskrevs av Christian Rudolph Wilhelm Wiedemann 1823. Emadiellus rufopustulatus ingår i släktet Emadiellus och familjen Aphodiidae. Utöver nominatformen finns också underarten E. r. pistor.